# Basidie-klassen
Basidieklassen (Agaricomycetes) er en klasse inden for svamperiget, der ikke bare omfatter ”paddehatte”, men også de fleste af arterne fra de forældede grupper Gasteromycetes og Homobasidiomycetes. Basidieklassen rummer 17 ordener, 100 familier, 1.147 slægter og 20.951 arter. Klassen svarer stort set til det, der blev defineret for Homobasidiomycetes af Hibbett og Thorn), men nu med inddragelse af Judasøre-ordenen (Auriculariales) og Bævrehinde-ordenen (Sebacinales). Inden for underklassen Agaricomycotina, der allerede har udskilt rustsvampene, kan man yderligere afgrænse klassen ved at udskille de ældre klasser Tremellomycetes og Dacrymycetes, der almindeligvis bliver betragtet som bævresvampe. Der er dog nogle få, tidligere bævresvampe som f.eks. Judasøre-ordenen (Auriculariales), der stadig er optaget i basidieklassen.
Morfologien hos paddehattene eller frugtlegemenerne var grundlaget for den første klassificering af Basidieklassen,, men det er ikke længere tilfældet. F.eks. anses forskellen mellem Gasteromycetes (støvbolde) og Agaricomycetes (de fleste andre paddehatte) ikke længere for at være afgørende – forskellige støvboldarter er tilsyneladende udviklet uafhængigt af hinanden inden for Basidieklassen. Ikke desto mindre grupperer de fleste svampebøger stadigvæk støvbolde (gasteroide former) adskilt fra andre paddehatte, fordi den ældre Fries'iske klassificering endnu er bekvem til kategorisering af frugtlegemerne. Omvendt fordeler moderne klassificeringer ordenen Lycoperdales mellem Bladhat-ordenen (Agaricales) og Stinksvamp-ordenen (Phallales).
Basidieklassen adskiller sig først og fremmest ved molekylærbiologiske kendetegn som f.eks. deres rRNA-sekvens og proteinopbygning. Gruppen er monofyletisk. Hibbett m.fl. opdeler klassen i de nedenstående ordener.

## I Danmark
Der er fundet 3.236 arter af basidiesvampe i Danmark, hvoraf 2.044 arter (63 %) har dansk navn.
Basidiesvampene inddeles i 11 klasser . En af disse, Agaricomycetes, omfatter med 2.922 arter over 90 % af arterne. 

## Kendetegn og levevis
Basidieklassen er typiske basidiesvampe, der for det meste vokser i jorden som et mycelium, der består af trådformede hyfer, og i de fleste tilfælde uden at danne en gærfase. Hyferne er inddelt af skillerum, der viser en tøndeformet doliporus. Den mest almindelige myceliumtype er dikaryotisk, men mange arter har også stabile, diploide mycelier. Det er kun få arter, der danner vegetative sporer.
Nogle få arter, deriblandt bladskærermyrer nes svampekulturer, vokser som encellede gærsvampe.
Alle arter i klassen danner frugtlegemer og de spænder i størrelse fra små bitte skåle, der er nogle få mm i diameter, til kæmpestore hatte, der er mere end en meter i tværmål, og som vejer op til 130 kg. Gruppen rummer også den muligvis ældste, levende organisme på jorden: myceliet hos Armillaria gallica, der menes at strække sig over 150.000 m² med en vægt på 10.000 kg og en alder på 1.500 år.
Næsten alle arterne hører hjemme på landjorden (mens nogle få er vandlevende), og de findes i et vidt spektrum af miljøer, hvor de fleste lever som nedbrydere, mest af træstof. Visse arter er dog skadegørende eller snyltende, mens andre igen er symbiotiske. Blandt de sidste er de vigtige ektomykorrhiza-svampe, der har samliv med skovens træer. Nærmere oplysninger skal søges under beskrivelserne af de ankelte arter.
| Ordener |

- Bladhat-ordenen (Agaricales)
- Atheliales
- Rørhat-ordenen (Boletales)
- Stjernebold-ordenen (Geastrales)
- Køllekantarel-ordenen (Gomphales)
- Rodtrøffel-ordenen (Hysterangiales)
- Stinksvamp-ordenen (Phallales)

Usikker placering inden for klassen
- Judasøre-ordenen (Auriculariales)
- Kantarel-ordenen (Cantharellales)
- Barksvamp-ordenen (Corticiales)
- Korkhat-ordenen (Gloeophyllales)
- Børstesvamp-ordenen (Hymenochaetales)
- Stilkporesvamp-ordenen (Polyporales)
- Skørhat-ordenen (Russulales)
- Bævrehinde-ordenen (Sebacinales)
- Frynsesvamp-ordenen (Thelephorales)
- Trechisporales